# نهر يورك
نهر يورك (York River) نهر یجری فی شرق ولایة فرجينيا بالولايات المتحدة. يبلغ طوله 55 كم. ويصب في خليج تشيزبيك. تاريخيا شهدت النهر تكون مستوطنة فرجينيا من المهاجرين الأوائل، كما كان مسرحا للعديد من الأحداث والمعارك البارزة خلال حرب التحرير والحرب الأهلية.
ينشأ النهر من نهرين هما نهرا ماتابوني وبامونكي، ويجري في الاتجاه الجنوبي الشرقي.